# Viktor Lazlo
Viktor Lazlo (nom artístic de Sonia Dronnier, An Oriant (Morbihan), 7 d'octubre de 1960) de pare martinicà i mare granadina, és una cantant, actriu i novel·lista francesa.

## Biografia
El seu pseudònim prové del nom d'un dels personatges de la pel·lícula Casablanca.
Viktor Lazlo va començar la seva carrera com a model de passarel·la per a Chantal Thomass i Thierry Mugler (de qui es va convertir en la musa) abans de ser descoberta pel productor belga Lou Deprijck.
Amb Virginie Svensson, va ser una de les "Hollywood Bananas" dins del grup Lou and the Hollywood Bananas, un trio liderat per Lou Deprijck.
Per a la pel·lícula À mort l'arbitrage, va gravar els seus primers 45 rpm composts per Alain Chamfort: Backdoor Man el 1984. A continuació, seguiran més de 10 àlbums i recopilacions, que es vendran a més de trenta països, diversos duets amb (Florent Pagny, Arno, David Linx, Serhat, Maggie Reilly, Biaggio Antonacci, Amedeo Minghi, Stefan Waggershausen...), cinc discos d'or i gires per tot el món.
Canoë rose el 1985 va ser el seu major èxit a França, i Breathless el 1987 a l'estranger. Altres cançons destacades són Crying Rivers el 1987 (adaptació francesa de Cry Me A River); Love Power Six el 1988 (amb lletra de Serge Gainsbourg), Clair Obscur (Khalil Chahine i Françoise Hardy), Baisers (Bernard Lavilliers), Babe, Love Insane (André Manoukian), Besame Mucho (amb Raul Paz), Teach Me to Dance (Chris Rea), Syracuse i, finalment, el duet virtual amb Billie Holiday Georgia on my mind.
el 9 de maig de 1987, va presentar el Festival de la Cançó d'Eurovisió 1987 que va tenir lloc a Brussel·les (Bèlgica).
Va fer el seu debut com a actriu a Boom boom de Rosa Vergés el 1990 amb el paper de Sofia, la protagonista femenina. També va protagonitzar les sèries Navarro, Sandra, Rebel Princess i Sister Thérèse.com.
L'any 2010 la seva primera novel·la, La Femme qui pleure, va ser guardonada amb el premi Charles-Brisset.
El 2011 va crear el seu espectacle My Name is Billie Holiday a Brussel·les, la posada en escena del qual va confiar a Eric-Emmanuel Schmitt a finals de 2012 abans d'emprendre una gira triomfal. Aclamada pel públic i la crítica, va continuar el seu espectacle (nominada als Globus de Cristal el 2013) a França i Europa fins al 2015. Celebra els seus 30 anys de carrera amb un concert excepcional l'11 de desembre a Istanbul.
El 2012, la seva segona novel·la, My Name is Billie Holiday, va ser publicada per Albin Michel mentre preparava la seva tercera novel·la Les Tremblements essentials, que va aparèixer a principis del 2015.
El febrer de 2015, presenta un nou espectacle anomenat 3 Femmes al Théâtre Hébertot, un recital inèdit dedicat a Billie Holiday, Sarah Vaughan i Ella Fitzgerald.
L'octubre de 2016, Viktor Lazlo va anunciar el llançament del single Promised Land i el 2017, Lola & Jim. El 2017 es va publicar el nou àlbum Woman.
El 2019, va participar en la radioficció Viper's dream de Jake Lamar sobre Culture France sobre el tema de l'escena jazzística a Harlem entre els anys 30 i 60. Viper's dream és aclamat per la crítica i interpreta al costat de Tony Harrisson i Ludmilla Dabo en particular.

### Vida privada
Viktor Lazlo té un fill, Maxime, nascut el 1988.

## Filmografia

### Cinema
- 1990 : Boom boom de Rosa Vergés: Sofía
- 1991: Signe de feu de Nino Bizzarri: Norma
- 1994: Les Faussaires de Frédéric Blum: Meeva
- 1994: Souvenir, de Rosa Vergés
- 1994: Joe & Marie de Tania Stöcklin : la mère de Marie
- 2004 : Nord-Plage de José Hayot : Osélia
- 2004 : Tout pour l'oseille de Bertrand Van Effenterre: Roselyne
- 2009: Ramata de Léandre-Alain Baker : Yvonne

### Televisió
- 1994: Commissaire Moulin - episodi n° 4.2 : Mort d'un officier de police (sèrie televisiva): Marie
- 1995: Sandra, princesse rebelle de Didier Albert (minisèrie) :Beverly Richardson
- 1996: Le Secret d'Iris, telefilm d'Élisabeth Rappeneau :Maina
- 1996: Chassés-croisés, telefilm de Denys Granier-Deferre :la cantant
- 1999: Navarro - épisode n° 11.2 : Secrets (sèrie televisiva) : Leila
- 2002: Traquée : Karima
- 2003: Hôtel des deux mondes (œuvre d'Éric-Emmanuel Schmitt) de Philippe Miquel : la doctora
- 2004: La Vie dehors, telefilm de Jean-Pierre Vergne: Samira
- 2004: Sœur Thérèse.com - episodi n° 3.3 : Sang d'encre (sèrie televisiva): Chantal Carlier
- 2005: Les Inséparables - episodi n° 1.1 : Drôles de zèbres d'Élisabeth Rappeneau (sèrie televisiva): Léna
- 2006: La Crim - episodi n° 8.1 : Mort d'homme (sèrie televisiva): Stéphanie Cornel
- 2006: Navarro (sèrie televisiva): Capitaine Roussel
  - episodi n° 18.6 : L'âme en vrac
  - episodi n° 19.3 : Familles blessées
  - episodi n° 19.1 : Adolescence brisée
  - episodi n° 19.2 : Disparition
- 2007 - 2009: Brigade Navarro (sèrie televisiva): Commandant Roussel
  - episodi n° 1.1 : Carambolages 
  - episodi n° 1.2 : Trafics d'influences
  - episodi n° 2.1 : En rafale
  - episodi n° 2.2 : Coup de feu
  - episodi n° 2.3 : Fantôme
  - episodi n° 2.4 : Mascarade
  - episodi n° 2.5 : Idylle funèbre
  - episodi n° 2.6 : Fuite en avant
- 2007: Le Grand Patron - episodi n° 1.5 : Maldonne (sèrie televisiva): Carole Verbèke

## Teatre
- 1999 : Hôtel des deux mondes d'Eric-Emmanuel Schmitt, dirigida per l'autor, Théâtre Marigny
- 2011 : Rue Saint-Denis d' Alain Foix, dirigida per l'autor, Théâtre de l'Épée de Bois
- 2012 : Billie Holiday de Viktor Lazlo, dirigida per Eric-Emmanuel Schmitt, Théâtre Rive Gauche
- 2015 : 3 Women (homenatge a Sarah Vaughan, Ella Fitzgerald, Billie Holiday) de Viktor Lazlo, Hebertot Theatre

## Discografia

### Àlbums
- 1985 : Canoë Rose (mini-LP)
- 1985 : She
- 1987 : Viktor Lazlo
- 1989 : Hot & Soul / Club désert
- 1991 : My delicious poisons / Mes poisons délicieux
- 1996 : Verso / Back to Front
- 2002 : Loin de Paname
- 2002 : Amour(s)
- 2004 : Saga
- 2007 : Begin the Biguine
- 2012 : My Name is Billie Holiday
- 2017 : Woman
- 2021 : Suds

## Publicacions
- La femme qui pleure (en francès). Albin Michel, 2010, p. 150 (Romans Français). ISBN 978-2-226-19583-8. - Presentació del llibre i entrevista[Enllaç no actiu]
- My name is Billie Holiday, Albin Michel, 2012ISBN 978-2-226-24424-6
- Les Tremblements essentiels, Albin Michel, 2015 - Presentació del llibre[Enllaç no actiu]
- Les Passagers du siècle, Grasset, 2018
- Traficants de colères, Grasset, 2020